# 聖保祿堂 (阿布扎比)
聖保祿堂是阿拉伯聯合大公國阿布扎比姆薩法的一家天主教聖堂，奉祀聖保祿宗徒。是阿布扎比第二家天主教堂。面積1.1英畝。
聖堂於2011年獲得批出土地、2013年6月29日聖伯多祿聖保祿瞻禮日奠基，於2015年6月11日開堂、12日祝聖。

## 外部連結
1. ↑  .   [2015-06-03]. （原始内容存档于2021-02-25）.
2. ↑  .   [2015-06-03]. （原始内容存档于2016-03-04）.